# Danielis

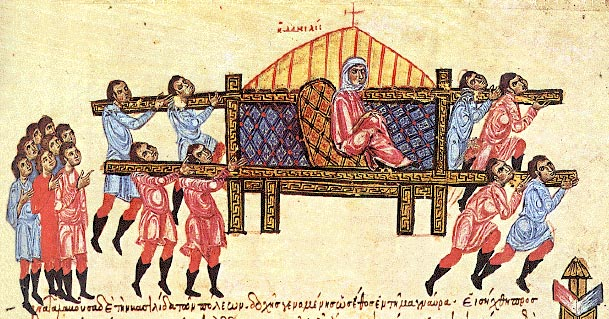
Danielis siendo cargada por sus esclavos a Constantinopla. Miniatura de la crónica de Ioannis Skylitzes, mediados del. Biblioteca Nacional de España, Madrid.

Danielis (siglo IX) fue una viuda bizantina importante de Patras. De acuerdo a la tradición escrita, y siguiendo a Teófanes, era dueña de una parte significante del Peloponeso así como de una floreciente industria textil y de alfombras.
Danielis conoció al futuro emperador Basilio I en una visita que hizo a Patras cuando él era aún un delegado imperial. Danielis le ofreció a Basil algunos regalos y propiedades, lo cual sirvió para que este ascendiera al trono. También viajó a Constantinopla seguida por sus numerosos sirvientes para poder visitar a Basilio como emperador, viaje que es descrito en las crónicas de Skylitzes como extravagante. Su lealtad hacia el trono le dio el título de Reina Madre. Vivió más que Basilio I y legó sus bienes al hijo de este, el emperador León VI.